# Mikołaj Oppeln-Bronikowski
Mikołaj Bogdan Kajetan Oppeln-Bronikowski herbu własnego, (ur. 1 stycznia 1767 w Próchnowie, zm. 24 stycznia 1817 w Warszawie) – Wielki Kuchmistrz Dworu Króla Jegomości w Warszawie w 1811 roku, generał wojsk polskich i francuskich, stolnik Księstwa Warszawskiego.

## Życiorys
Syn Piotra i Teresy z Rydzyńskich, do 1782 pobierał nauki w Berlinie. Był członkiem wolnomularstwa, członkiem loży Szkoła Mądrości. W 1786 wstąpił do wojska polskiego. Jako major gwardii pieszej koronnej odznaczył się w czasie wojny polsko-rosyjskiej 1792. Za bohaterską postawę w bitwie pod Zieleńcami został Kawalerem Orderu Virtuti Militari. W czasie insurekcji kościuszkowskiej jako generał major, brał udział w wyprawie dywersyjnej Jana Henryka Dąbrowskiego do Wielkopolski w 1794. W czasach napoleońskich brał udział w bitwie pod Raszynem w 1809. W dowód uznania został stolnikiem księcia warszawskiego. Za udział w bitwie pod Wagram dostał od Napoleona krzyż Legii Honorowej. Po tej bitwie stanął na czele formowanej z jeńców austriackich (II) Legii Nadwiślańskiej. W Dreźnie Fryderyk August I nadał mu Order Orła Białego. Walczył w Hiszpanii jako generał 1 brygady II dywizji piechoty aragońskiej. W czasie ofensywy 1812 na Rosję został gubernatorem Mińska. W czasie kampanii w Saksonii w 1813 dowodził 2 brygadą VI dywizji II korpusu marszałka Victora. W czasie bitwy pod Lipskiem został ranny i dostał się do niewoli. Z wojska odszedł w stopniu generała dywizji.
W 1815 roku został przyjęty do Wojska Polskiego Królestwa Kongresowego w stopniu generała brygady. 4 października 1816 roku Naczelny Wódz przywrócił mu stopień generała dywizji i przykomenderował do piechoty. Prawdopodobnie był założycielem konspiracyjnej organizacji – Związek pod imieniem Dąbrowskiego.
Ożenił się w 1795 z Anną z hr. Krasińskich 1:o voto Walicką (zm. 13 czerwca 1813), krewną gen. Wincentego Krasińskiego. Jedyna córka Amelia, wcześnie osierocona przez rodziców, była wychowywana w Opinogórze przez gen. Wincentego Krasińskiego, i była według niektórych biografów pierwszą miłością Zygmunta Krasińskiego. Wyszła później za mąż za hr. Romana Załuskiego de Rivière d'Aerschot, zmarłego w roku 1865. Potomstwa nie mieli.

## Działalność wolnomularska
Przed 1792 rokiem był członkiem loży Świątynia Mądrości (Wielki Wschód Królestwa Polskiego i Wielkiego Księstwa Litewskiego) w Poznaniu. W 1811 roku, w stopniu 7. obrządku francuskiego (kawaler różanego krzyża), należał do loży Saint Louis de la Martinique des Frères réunis (Wielki Wschód Francji) w Paryżu.

## Odznaczenia
Posiadacz Orderu św. Stanisława, w 1792 otrzymał Krzyż Kawalerski, a w czasach Księstwa Warszawskiego Krzyż Komandorski Orderu Virtuti Militari (choć brak jest wiarygodnych danych potwierdzających to nadanie), w 1809 został odznaczony Orderem Orła Białego oraz francuskimi Krzyżami Kawalerskim i Oficerskim Orderu Legii Honorowej.